# Apostol Arsache
Apostol Arsache (Përmet, c. 1789-Bucarest, 1869) fue un político y médico grecorrumano.

## Biografía
De origen griego, nació en el Epiro en la década de 1780. Llegó a Valaquia como médico, tras finalizar sus estudios en el extranjero, y fue consejero de los gobernantes que se sucedieron en Muntenia de 1830 a 1860 y fue secretario de Estado durante los mandatos de Alexandru Ghica y Alexandru Ioan Cuza. En 1849, durante la ocupación rusa, fue secretario privado del general Duhamel. Elegido varias veces diputado, formó parte del Gobierno durante la presidencia de Barbu Catargiu como ministro de Asuntos Exteriores. Llegó a asumir la presidencia del Consejo de Ministros, pero no la ocupó durante más de dieciséis días, después de los cuales dimitió y se retiró de la política. Falleció en Bucarest en diciembre de 1869.